# José Ruperto Monagas
Pour les articles homonymes, voir Monagas.
José Ruperto Monagas, né à Aragua de Barcelona (Venezuela) en 1831 et mort au même endroit le 12 juin 1880, est un homme d'État vénézuélien. Il est président du Venezuela entre 1869 et 1870.

## Biographie
Il est le fils de l'ancien président José Tadeo Monagas et le neveu de José Gregorio Monagas, qui fut également président.
Les deux frères étaient des figues du parti libéral. José Gregorio Monagas  abolit l'esclavage en faisant voter la loi du 24 mars 1854, tandis que son frère José Ruperto Monagas abolit la peine de mort.